# Josef Meißauer
 (décembre 2024).
 (décembre 2024).
Si vous disposez d'ouvrages ou d'articles de référence ou si vous connaissez des sites web de qualité traitant du thème abordé ici, merci de compléter l'article en donnant les références utiles à sa vérifiabilité et en les liant à la section « Notes et références ».
Josef Meißauer (2 août 1863-?) est un travesti de l'époque de la République de Weimar. Il fait partie des patients de Magnus Hirschfeld, qui utilise des images de lui dans la partie illustrée de son livre Die Transvestiten (Les Travestis, 1912). Il est aussi le premier travesti « mâle » à obtenir un transvestitenschein, en 1911.

## Biographie
Josef Meißauer naît le 2 août 1863 en Bavière. Il est le plus jeune d'une fratrie de six enfants. Le père, alcoolique, abandonne sa famille lorsque Josef a 14 ans. Le jeune Josef souffre de méningites chroniques, mais apprend bien à l'école; il est particulièrement intéressé par l'histoire biblique. Il s'habille secrètement en femme et se laisse pousser les cheveux. Il préfère jouer avec les jeunes filles, et apprend de lui-même à coudre et à cuisiner. Dès la puberté, il désire que sa poitrine se développe.
Meißauer est élevé dans le catholicisme et reste très religieux; il occupe la fonction de sacristain pendant sept ans, mais il doit la quitter après s'être habillé en femme un jour de carnaval. Il rejoint à un moment les frères trappistes, et passe 9 mois en Afrique du Sud; il doit rentrer en Bavière à cause de sa mauvaise santé.
Afin de ne pas avoir à porter de pantalon, Meißauer se vêt en public d'un grand manteau de couleur sombre; il est alors accusé de s'accaparer l'uniforme de la prêtrise, mais relaxé. À partir de cette rencontre avec les autorités, il porte un manteau de couleur. Le jugement lui indiquant qu'il n'y a pas de lois régulant le port des vêtements, mais seulement des uniformes, Meißauer décide de s'habiller en femme en public; il a de plus appris qu'une femme, du nom de Rosina Danner, avait reçu l'autorisation officielle de s'habiller en homme.
En 1910, il est de nouveau accusé à cause de ses vêtements de femme, mais de nouveau relaxé le 24 décembre 1910. Ses démêlés avec la justice sont coûteux pour Meißauer. Il a découvert le livre de Magnus Hirschfeld, Die Transvestiten, paru en 1910, et se tourne vers ce médecin et son collègue, Iwan Bloch, pour obtenir un certificat de travestissement (transvestitenschein). Les deux médecins rédigent un rapport justifiant cette demande auprès des autorités. Au vu de ce rapport, le direction policière de Berlin lui accorde l'autorisation de porter des vêtements de femme le 27 septembre 1911. Cette autorisation est ensuite validée par la police de Munich, comme Meißauer vit, à l'époque de la procédure, à Mühldorf am Inn.
En 1912, Josef Meißauer fait partie des travestis dont des photos apparaissent dans la partie illustrée du livre d'Hirschfeld, Die Transvestiten.

## Sources
La quasi-totalité des informations biographiques sur Josef Meißauer provient du rapport rédigé par Magnus Hirschfeld et Iwan Bloch dans le but de lui obtenir une autorisation de porter des vêtements de femmes. Ce rapport a été publié par le Pr. Paul Näcke en 1912. Des portraits photographiques de Meißauer proviennent de la partie illustrée du livre de Magnus Hirschfeld: Der erotische Verkleidungstrieb (Die Transvestiten), ainsi que d'un livre de sexologie écrit par Georg Back, Sexuelle Verirrungen des Menschen und der Natur.,.